# North West Shelf
Als North West Shelf wird eine Region in Western Australia bezeichnet, in der große Vorkommen von Erdöl und Erdgas im Nordwesten von Australien in der Pilbara-Region liegen. In diesem Gebiet befinden sich zahlreiche Erdöl- und Erdgaskommen vor allem Offshore mit Förderplattformen, Bohrplattformen, Pipelines, Produktionsanlagen und weiteren dazugehörigen Baulichkeiten.

## Lage
Das Nord West Shelf liegt im Indischen Ozean zwischen dem North West Cape und der Stadt Dampier. Dampier ist die bedeutendste Ansiedlung am Shelf. Die Produktionsgebiete liegen Offshore und unterliegen der Aufsicht und Hoheit des Commonwealth of Australia und von Western Australia. Das North West Shelf wird in zwei Produktionsgebiete aufgeteilt: Die Thevenard Production Area, die sich an den Onslow anschließt, und in die Varanus Production Area, die westlich von Dampier liegt. Das Gas- und Erdölfördergebiet um Varanus Island wurde in Australien sehr bekannt, da auf dieser Insel fünf Gasverflüssigungsanlagen durch die Explosion in einer Pipeline in Brand gerieten und zerstört wurden. Anschließend kam es zu einer Monate anhaltenden Gaskrise in Western Australia.

## Gasprojekte und Geologie
Das North West Shelf Natural Gas Development Project ist ein Projekt, das die Ressourcen der verschiedenen Gasfelder in der Region zusammenfasst, jedoch bildet es lediglich einen Teil des gesamten North West Shelf. Dieses Projekt umfasst vor allem die Burrup-Halbinsel, Barrow Island, Varanus Island im Lowendal-Archipel und weitere Gebiete.
Das North West Shelf ist das am stärksten ausgebeutete Erdgas- und Erdölvorkommen aller Regionen Australien. Es ist Teil des nördlichen Carnarvonbeckens, eines Sedimentbeckens, und wiederum nur ein Teil des Gesamtgebiets.